# Ředitel magistrátu
Ředitel magistrátu je v České republice osoba, která stojí v čele magistrátu hlavního města. Vzhledem k tomu, že hlavní město Praha má zároveň postavení obce i kraje a Magistrát hlavního města Prahy speciální postavení, které odpovídá zároveň postavení magistrátu a zároveň postavení krajského úřadu, název funkce je analogický funkci ředitele krajského úřadu, zatímco na ostatních magistrátech (obecních úřadech statutárních měst) se obdobná funkce jmenuje tajemník magistrátu. 
Funkci ředitele magistrátu hlavního města Prahy zavádí § 81 zákona č. 131/2000 Sb., o hlavním městě Praze. Ředitel magistrátu je jeho součástí, stojí v jeho čele a je nadřízený všem zaměstnancům hlavního města Prahy do magistrátu zařazeným.
Ředitele magistrátu jmenuje a odvolává primátor po předchozím souhlasu ministra vnitra; bez tohoto souhlasu je jmenování nebo odvolání neplatné. Primátor rovněž stanoví řediteli magistrátu plat, a to podle zvláštních právních předpisů, a plní vůči němu roli statutárního orgánu zaměstnavatele. 
Ředitel magistrátu: 
- plní úkoly uložené mu zastupitelstvem, radou nebo primátorem města
- odpovídá primátorovi za plnění úkolů uložených magistrátu v oblasti samostatné a přenesené působnosti města
- stanoví podle zvláštních právních předpisů platy všem zaměstnancům města zařazeným do Magistrátu,
- plní úkoly statutárního orgánu zaměstnavatele vůči zaměstnancům města zařazeným do Magistrátu,
- jmenuje po projednání v radě města své zástupce,
- vydává svým nařízením zejména pracovní řád, spisový řád a skartační řád magistrátu,
- zúčastňuje se zasedání zastupitelstva a rady města s hlasem poradním

Rada města, jíž je vyhrazeno zřizovat a rušit odbory magistrátu a vydávat organizační řád magistrátu, tak může činit pouze na návrh ředitele magistrátu. Radě města je rovněž vyhrazeno rozhodovat o jmenování a odvolání ředitelů odborů magistrátu, přičemž v tomto případě zákon o hl. m. Praze výslovně stanoví, že bez návrhu ředitele magistrátu je takové jmenování nebo odvolání neplatné.
Ředitel magistrátu ve stanovených případech, kdy neexistuje nebo je nefunkční samospráva městské části, jmenuje správce městské části. Ředitel magistrátu je v zákonem vymezených případech oprávněn podat starostovi městské části návrh na odvolání tajemníka úřadu městské části a kontroluje jeho činnost.
Ředitel magistrátu nesmí vykonávat funkce v politických stranách a v politických hnutích. Jeho funkce je neslučitelná s funkcí poslance a senátora a s funkcí člena zastupitelstva hlavního města Prahy a zastupitelstva městské části. Ředitel magistrátu nesmí být členem finančního a kontrolního výboru.